# Ptilinopus coronulatus
El tilopo coronita o tilopo de corona (Ptilinopus coronulatus) es una especie de ave columbiforme perteneciente a la familia Columbidae. Es originaria de Indonesia y Papúa Nueva Guinea.
Su hábitat natural son los bosques secos y bosques húmedos de tierras bajas subtropicales o tropicales.